# Lúcuma

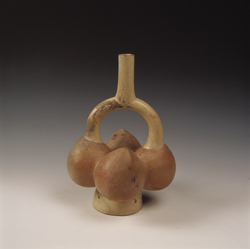
Moche Lucuma. any 200 Museu Larco de Lima

La lúcuma (Pouteria lucuma) és un fruit subtropical natiu dels Andes. Lucmo</ref> El poble mochica sovint representava fruits i verdures en el seu art.
Els europeus el van veure per primera vegada, a l'imperi Inca, l'any 1531. Té un gust entre el sucre d'auró i el moniato i és molt nutritiu. A la seva regió d'origen creix a altituds d'entre 1.000 i 2.400 m.
Darrerament es presenta assecat en forma de pols. S'utilitza com saboritzant per a gelats.